# Maine (Noord-Ierland)

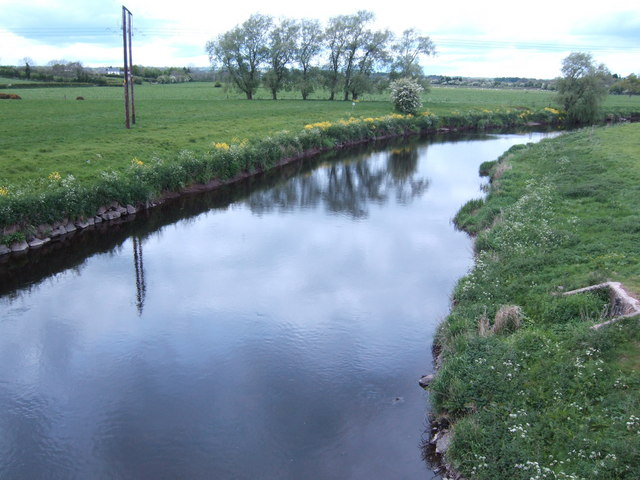
De Maine stroomopwaarts gezien vanaf de Slaght-brug

De Maine (ook wel Main; Engels: River Maine) is een rivier in Noord-Ierland. Hij stroomt van noord naar zuid langs de westkant van Ballymena en eindigt in het Lough Neagh. De lengte is 6,5 km.
De zijrivieren van de Maine zijn de Braid, de Cloghwater, de Clough en de Kellswater die zijn oorsprong vindt op het Antrimplateau. De Clough is de kleinste rivier en is nergens breder dan vijf meter.

## Viswater
De Maine en de zijrivieren staan bekend als goed viswater voor zalm en forel. Hengelaars moeten een vergunning hebben om te mogen vissen. Het seizoen is geopend vanaf 1 maart en blijft voor de meeste vissoorten open tot 31 oktober.
- Virtual International Authority File: 239239698